# Liste der Baudenkmäler in Holthausen (Düsseldorf)
Die Liste der Baudenkmäler in Holthausen (Düsseldorf) enthält die denkmalgeschützten Bauwerke auf dem Gebiet von Düsseldorf-Holthausen, Stadtbezirk 9, in Nordrhein-Westfalen. Diese Baudenkmäler sind in der Denkmalliste der Stadt Düsseldorf eingetragen; Grundlage für die Aufnahme ist das Denkmalschutzgesetz Nordrhein-Westfalen (DSchG NRW).

## Baudenkmäler
| Bild           | Bezeichnung                                                                     | Lage                                          | Beschreibung                | Bauzeit      | Eingetragen seit  | Denkmal- nummer |
| -------------- | ------------------------------------------------------------------------------- | --------------------------------------------- | --------------------------- | ------------ | ----------------- | --------------- |
| weitere Bilder | Schloss Elbroich mit Park und Nebengebäuden, Pförtnerhäuser Am Falder 2 und 134 | Am Falder 4 Karte                             |                             | ca. 1600     | 13. Juni 1988     | A 1127          |
| Gut Niederheid | Gut Niederheid                                                                  | Bonner Straße 121 Karte                       |                             | 18., 19. Jh. | 15. November 1984 | A 760           |
| weitere Bilder | Stundenstein                                                                    | Bonner Straße o. Nr. Karte                    |                             | ca. 1807     | 30. Januar 2004   | A 1523          |
| weitere Bilder | Gebäude A5, Gesolei-Saal                                                        | Henkelstraße 67 Karte                         | Architekt: Walter Furthmann | 1899, 1938   | 26. März 1998     | A 1439          |
| weitere Bilder | Wegekreuz                                                                       | Itterstraße o. Nr., Kaldenberger Straße Karte |                             | 1860         | 20. Oktober 2005  | A 1543          |
| weitere Bilder | Gebäude für Kunst, Kultur, Wissenschaft und Sport                               | Karweg 24 Karte                               |                             | 1928         | 28. Oktober 1985  | A 946           |